# Завръщането на блудния син (Рембранд)
„Завръщането на блудния син“ е маслена картина на нидерландския художник Рембранд. Картината е една от най-последните творби на майстора, вероятно завършена две години преди смъртта му през 1669 г. Изобразява момента на завръщане на блудния син при баща си в библейската притча.
В картината синът се е върнал у дома в окаяно състояние от пътувания, в които е пропилял наследството си и е изпаднал в бедност и отчаяние. Той коленичи пред баща си в покаяние, желаейки прошка и обновено място в семейството, осъзнавайки, че дори слугите на баща му са имали по-добра позиция в живота от него. Баща му го приема с нежен жест. Ръцете предполагат едновременно майчинство и бащинство; лявата ръка изглежда по-голяма и мъжествена, поставена върху рамото на сина, докато дясната е по-мека. Стоящ отдясно е по-големият брат на блудния син, който седи с кръстосани ръце в знак на осъждане; в притчата той възразява на срещу състраданието на бащата към грешния син:
| „               | Но той отговори на баща си с думите: „Ето аз толкова години ти работя и никога не престъпих твоя заповед, а на мен дори и козле не си дал веднъж, за да се повеселя с приятелите си. А като дойде този ти син, който прахоса имота ти с блудници, за него закла угоеното теле.“ | “ |
| Лука 15:29 – 30 | |   |

А бащата отговаря: „Сине, ти си винаги с мене и всичко мое е твое, а трябваше да се развеселим и зарадваме, защото този ти брат беше мъртъв и оживя, беше изгубен и се намери.“ (Лука 15:31 – 32)
Рембранд е трогнат от притчата и няколко картини по тази тема. „Завръщането на блудния син“ включва фигури, които не са директно свързани с притчата, но срещани в някои по-ранни творби; тяхната идентичност е оспорвана. Жената в горния ляв ъгъл, почти невидима, най-вероятно е майката, а седналият мъж, чиито одежди предполагат богатство, е вероятно съветник или данъчен събирач.